# Liga Confederalista
La Liga Confederalista (en portugués: Liga Confederacionista), fundada en São Paulo por el grupo más radical de la Liga de Defensa Paulista, fue una organización política brasileña que pretendía crear un Estado confederado en Brasil, una forma alternativa al independentismo que había empezado a crecer en la sociedad paulista desde la Revolución brasileña de 1930. La organización contaba con 18 702 miembros en 1935.

## Historia
Cinco meses después de la derrota de los paulistas en la Revolución Constitucionalista, se fundó en São Paulo, el 11 de marzo de 1933, la Liga Confederalista, inspirada en las ideas contenidas en el libro Confederação ou Separação, de Alfredo Ellis Jr., publicado por primera vez en 1932. La organización, observando Brasil por sus vastas proporciones territoriales, diferencias climáticas, formación étnica y gran diversidad cultural, juzgó que era el país típico para un régimen confederalista. El objetivo de los confederalistas paulistas era conquistar una amplia autonomía de los estados brasileños, con el gobierno central sólo pudiendo intervenir en caso de guerra externa, agresión al desprecio de otro estado, o petición de los gobiernos locales. La organización consideró inviable el régimen unitario para Brasil debido a las grandes diferencias regionales existentes.
Con sede en la Praça da Sé, en São Paulo, para lograr su objetivo, la Liga Confederalista utilizó los medios de la prensa y las conferencias. Su primer presidente fue René Thiollier, quien, por motivos profesionales, no pudo continuar su mandato. Más tarde, Alfredo Ellis Jr. fue elegido.
La Liga imprimió, en 1934, más de 20 mil ejemplares del manifiesto y los difundió por todo el Estado de São Paulo y Brasil, incluso entre los partidos políticos. Publicó en la prensa diaria de São Paulo y de otros estados noventa y dos artículos en defensa de su ideal o en respuesta a las críticas recibidas. La secretaría de la organización envió 42 comunicados de prensa a la prensa nacional sobre las decisiones de la dirección. Se distribuyeron por todo el país 36.000 ejemplares de los boletines mensuales con artículos de colaboración de los miembros. Concedieron 14 entrevistas en la prensa diaria de São Paulo y distribuyeron 50 mil ejemplares de circulares dirigidas a diversas categorías profesionales. Se celebraron siete conferencias en la capital paulista y en el interior del Estado de São Paulo, dos en el Club Comercial de São Paulo, dos en Araras, una en São Carlos, una en Jundiaí y una en Santos, todas ellas con gran afluencia de público.